# San Antonio Rose
San Antonio Rose é um filme musical estadunidense dirigido por Charles Lamont e estrelado por Jane Frazee e Lon Chaney Jr. e Shemp Howard. Foi lançado em 20 de junho de 1941 pela Universal Pictures.

## Elenco
- Jane Frazee – Hope Holloway
- Robert Paige – Con Conway
- Eve Arden – Gabby Trent
- Lon Chaney Jr. – Jigsaw Kennedy
- Shemp Howard – Benny the Bounce
- The Merry Macs – Eles mesmos
- Richard Lane – Charles J. Willoughby
- Elaine Condos – Elaine
- Louis Da Pron – Alex
- Charles Lang – Ralph
- Riley Hill – Jimmy (como Roy Harris)
- Peter Sullivan – Don
- Richard Davies – Eddie
- Luis Alberni – Nick Ferris